# Тас-Кистабит
Тас-Кистабит или хребет Саричев (на руски: Тас-Кыстабыт, Сарычева хребет) е планински хребет в Източен Сибир, разположен в източната част на Якутия и в западната част на Магаданска област в Русия.
Простира се от север-северозапад на юг-югоизток на протежение около 175 km в между горното течение на река Индигирка и десният ѝ приток Нера. На запад граничи с Оймяконската планинска земя, на североизток – с Нерското плато, на изток – с Горноколимската планинска земя, а на юг се свързва с хребета Сунтар-Хаята. Максимална височина 2353 m (63°16′53″ с. ш. 144°53′11″ и. д. / 63.281389° с. ш. 144.886389° и. д.), разположена в южната му част. Изграден е от алевролити и аргилити, пронизани от интрузивни гранити. От него водят началото си реки десни притоци на Индигирка – Голям и Малък Тарин, Нелкан и др. и леви притоци на Нера – Еемю, Тирехтях и др. Долните части на склоновете му са обрасли с редки лиственични гори, а нагоре следва планинска тундра.